# Xã Parma, Michigan
Xã Parma (tiếng Anh: Parma Township) là một xã thuộc quận Jackson, tiểu bang Michigan, Hoa Kỳ. Năm 2010, dân số của xã này là 2.726 người.